# La Glacerie
La Glacerie település Franciaországban, Manche megyében. Lakosainak száma 6070 fő (2018. január 1.). La Glacerie Tourlaville, Brix, Digosville és Le Mesnil-au-Val községekkel határos.

## Népesség
A település népességének változása:
| Lakosok száma | 2995 | 3840 | 5811 | 5576 | 5401 | 5340 | 5578 | 5794 | 6142 | 6070 |
|               | 1962 | 1968 | 1982 | 1990 | 1999 | 2008 | 2011 | 2013 | 2017 | 2018 |